# Shea Whigham
Franklin Shea Whigham, Jr. (Tallahassee, Florida; 5 de enero de 1969), más conocido como Shea Whigham, es un actor estadounidense de cine y televisión.

## Primeros años
Whigham nació en Tallahassee, Florida, en 1969, hijo de Frank, un abogado, y Beth, una bibliotecaria. Se mudó con su familia a Lake Mary, Florida, a los cinco años de edad. Asistió a  la universidad estatal de Nueva York, donde formó parte de un pequeño curso de actuación de 31 estudiantes. Después de graduarse, fundó un grupo teatral en la ciudad de Nueva York, llamado The Rorschach Group, junto a su compañero también actor Kirk Acevedo, donde desempeñó tareas como actor y director de arte durante tres años.

## Carrera
Whigham apareció en un capítulo de la serie Ghost Stories en 1997, antes de tener un papel principal en la película Tigerland (2000), junto a Colin Farrell. Luego participaría en telefilmes como Submerged, R.U.S./H. y Paradise, antes de tener un papel de mayor relevancia en All the Real Girls (2003). Entre 2004 y 2006, fue acreditado en la película japonesa Out of This World, la serie dramática Medical Investigation y Lords of Dogtown. 
Uno de sus papeles importantes fue en la galardonada comedia Wristcutters: A Love Story (2006), donde interpreta a Eugene, un músico ruso. Para "entender lo que significa ser ruso", se entrenó con un instructor de dialecto (con el mismo con el que anteriormente habían trabajado Nicole Kidman y Naomi Watts) para perfeccionar el acento ruso. También aprendió a tocar la guitarra para una escena de la película.
Trabajó nuevamente con Colin Farrell en Pride and Glory (2008), interpretando a un oficial de policía. También coprotagoniza la película Splinter, donde interpreta a un convicto, y Radio Free Albemuth, una adaptación de la novela de ciencia ficción homónima del autor Philip K. Dick.
En 2010 se estrena la serie Boardwalk Empire de HBO, producida por Martin Scorsese y escrita por Terence Winter (guionista de Los Soprano). Ambientada durante la ley seca en Atlantic City, Whigham interpreta a un oficial de policía corrupto, hermano del protagonista (interpretado por Steve Buscemi).
En 2013 trabajó junto a Leonardo DiCaprio en la película El lobo de Wall Street, en el papel del capitán de policía Ted Beecham y en 2015 se sumó a la primera temporada de la serie Agent Carter, interpretando al Jefe Roger Dooley.
Luego, en 2016, participó de la película Star Trek Beyond, como el líder de una raza de extraterrestres llamados Teenaxi. En 2017, trabajó en la película Kong: La Isla Calavera y en la tercera temporada de la serie Fargo como el jefe de policía Moe Dammick.
En 2018 interpretó al astronauta Gus Grissom en la película sobre la llegada del hombre a la Luna First Man.

## Filmografía

### Cine y televisión
- Ghost Stories (1997) (serie)
- Tigerland (2000)
- Smuggler's Run (2000)
- Submerged (2001)
- R.U.S./H. (2002)
- Bad Company (2002)
- All the Real Girls (2003)
- Paradise (2004)
- Kono yo no sotoe - Club Shinchugun (2004)
- Medical Investigation (2004) (serie)
- Water (2004)
- Man of the House (2005)
- Faith of My Fathers (2005)
- Lords of Dogtown (2005)
- Psychic Driving (2005)
- Wristcutters: A Love Story (2006)
- ER (2006) (serie)
- First Snow (2007)
- Standoff (2007) (serie)
- South of Heaven (2008)
- Pride and Glory (2008)
- Splinter (2008)
- Blood Creek (2009)
- The Killing Room (2009)
- Spooner (2009)
- Fast & Furious 4 (2009)
- Radio Free Albemuth (2009)
- Bad Lieutenant: Port of Call New Orleans (2009)
- Barry Munday (2009)
- Machete (2010)
- The Conspirator (2010)
- Boardwalk Empire (2010-2014) (serie)
- True Grit (2010) (voz)[6]
- Take Shelter (2011)
- The Lincoln Lawyer (2011)
- This Must Be the Place (2011)
- Catch .44 (2011)
- Big Miracle (2012)
- Savages (2012)
- Silver Linings Playbook (2012)
- Fast & Furious 6 (2013)
- American Hustle (2013)
- El lobo de Wall Street (2013)
- Non-Stop: Sin escalas (2014)
- True Detective (2014) (serie)
- Cop Car (2015)
- Lila & Eve (2015)
- Knight of Cups (2015)
- Agent Carter (2015) (serie)
- Justified (2015) (serie)
- A Country Called Home (2015)
- Peacock Killer (2015) (cortometraje)
- Star Trek Beyond (2016)
- Term Life (2016)
- Kong: La Isla Calavera (2017)
- Fargo (2017) (serie; tercera temporada)
- Death Note (2017)
- Narcos (2017) (serie; tercera temporada)
- Wheelman (2017)
- First Man (2018)
- Vice (2018)
- Joker (2019)
- Perry Mason (2020)
- Spider-Man: Across the Spider-Verse (2023)
- Eileen (2023)
- Fancy Dance (2023)
- Érase una vez el Oeste (2025)